# Distretto di Lubań
Il distretto di Lubań (in polacco powiat lubański) è un distretto polacco appartenente al voivodato della Bassa Slesia.

## Geografia antropica

### Suddivisioni amministrative
Il distretto comprende 6 comuni.
- Comuni urbani: Lubań, Świeradów-Zdrój
- Comuni urbano-rurali: Leśna, Olszyna
- Comuni rurali: Lubań, Platerówka, Siekierczyn